# Chim ở New Zealand

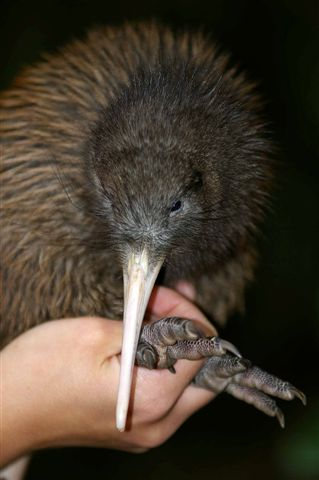
Chim Kiwi, loài chim đặc hữu của Tân Tây Lan

Chim ở New Zealand đề cập đến các loài chim đang sinh sống tại New Zealand. Hệ động vật ở đây tồn tại nhiều loài chim đặc hữu độc đáo không có ở bất cứ đâu trên trái đất.

## Tổng quan
Là một quốc đảo với một lịch sử của sự cô lập lâu dài và không có động vật có vú trên đất liền nào ngoài ba loài dơi, các loài chim New Zealand phát triển thành một khu hệ chim trong đó có một số lượng lớn các loài đặc hữu là các loài không được tìm thấy ở bất cứ một quốc gia khác). Số lượng chim ở đây rất đa dạng và phong phú
Hơn 65 triệu năm cô lập New Zealand trở thành một vùng đất của các loài chim và là thiên đường, mảnh đất này chỉ có những động vật hoàn toàn sống hòa bình với nhau, không có những con thú săn mồi nên những con chim không có cánh, yếu ớt vẫn có thể tồn tại. Khi người châu Âu biến đến hòn đảo này, với những loài vật mà họ mang theo là nguyên nhân của sự suy giảm lớn trong số các loài chim và sự tuyệt chủng của hơn 40% trong số 115 loài đặc hữu hoặc nhiều loài chim khác.

## Một số loài
Chim kiwi, loài chim quốc gia của New Zealand, được đặt tên theo tiếng kêu của chúng, là một loài chim ăn đêm. Giống chim này bằng cớ con gà mái nhỏ, với dấu vết còn lại của đôi cánh, đôi chân khỏe, và hai lỗ mũi ở đầu chiếc mỏ dài dùng để đánh hơi côn trùng. Ở đây còn có loài cú nhỏ thổ sản, loài vịt Paradise nhiều màu, loài chim bói cá màu vàng xanh sặc sỡ, và nhiều loài chim biển khác. Nhưng những loài chim nguyên thủy phổ biến nhất ở đây lại rất khác với những giống họ hàng của chúng ở nước ngoài. Chim bồ câu đuôi quạt nhanh nhẹn thường đi theo những người bộ hành để ăn những loại côn trùng mà họ giết được; loài chim bồ câu bản xứ to lớn và nhiều màu, loài chim tui, một loài hót hay và hay nhại tiếng người, với một yếm thịt màu trắng trên cổ.

### Kiwi
Kiwi chỉ sống trên đất New Zealand. Mặc dù sống chủ yếu trong rừng của New Zealand, kiwi vẫn có mặt ở các bụi rậm và những đồng cỏ. Kiwi không hẳn là một loài chim. Nó là một giống không biết bay và sống về đêm, với một bộ lông bờm xờm giống tóc hơn là giống lông chim. Đây là loài chim duy nhất có lỗ mũi trên đầu mỏ. Đây là loài còn sót lại của một bộ chim cổ.
Nó có kích thước bằng khoảng con gà mái, cân nặng từ 1 đến 3 kg, chim mái thường lớn hơn chim trống. Nó không có đuôi, với hai cánh bé xíu chỉ dài khoảng 5 cm. Kiwi ăn sâu bọ, côn trùng và ấu trùng, thêm với các loại lá, trái cây và hạt. Mùa kiếm ăn chính của kiwi là từ cuối Đông cho đến mùa Hè. Chim kiwi đã được người New Zealand chấp nhận. Nó đã trở thành biểu tượng của quốc gia. 

### Vịt lam
Vịt xanh Whio là một trong số những loài thú đặc hữu của New Zealạnd. Một đặc điểm nổi bật của loài này là chỉ sống trên sông. Vịt xanh có thể nhận biết được qua bộ lông màu xám xanh và những đốm màu hạt dẻ đậm trên ngực của chúng. Loài vịt này sống ở những đoạn sông có nước trong, bờ sông ổn định có nhiều bụi cây tự nhiên và nhiều loài động vật không xương sống sinh sống. Chúng làm tổ trên những hang cạnh bờ sông, những khúc gỗ rỗng hay dưới những bụi cây lanh.

### Chim Kaka
Kaka là một loài vẹt lớn, hoạt động chủ yếu vào ban ngày, nhưng cũng rất nhanh nhẹn vào những đêm thời tiết tốl hay trăng tròn. Những bầy kaka huyên náo thường tụ tập với nhau vào buổi sáng sớm và lúc chiều tối. Khi những người Âu đầu tiên đến New Zealand, họ thấy kaka có rất nhiều ở các khu rừng ở cả hai đảo. Nhưng từ năm 1930 1oài chim này qui tụ về một số khu vực. Ngày nay, số lượng chim kaka đã giảm nhiều. 

### Vẹt Kea
Chim Kea là giống vẹt núi của New Zealand, là một loài có tính xã hội cao và thích tò mò, với tiếng kêu gần như tên gọi. Để có thể tồn tại trong vùng núi cao khắc nghiệt, loài chim này tụ họp thành bầy và sống du cư. Con chim Kea dài khoảng 50 cm và hầu như chỉ ăn thực vật, tuy chúng cũng thích côn trùng và ấu trùng. Kea là loài chim hiện nay đã được bảo tồn. 

### Chim Kereru
Đây là một loài chim lớn với bộ lông màu xanh lục ngả xám trên lưng và đầu, còn ngực màu sáng trắng. Tiếng vỗ cánh theo nhịp bay chậm của chúng tạo ra một âm thanh rất rõ trong rừng. Loài chim này được tìm thấy ở hầu hết các khu rừng vùng đất thấp trên cả Đảo Bắc lẫn Đảo Nam, ở đảo Stewart và nhiều đảo lân cận.
Mặc dù hiện nay loài này vẫn còn khá phổ biến ở những khu rừng lớn, số lượng của chúng đang giảm sút nhanh chóng vì mất môi trường sống, bị ăn thịt, cạnh tranh lẫn nhau và bị con người săn bắn. Mặc dù Kereru trước đây vẫn được săn bắn để lấy thịt và lông, ngày nay việc săn bắn đã bị cấm để bảo tồn loài chim này.

### Chim Mohua
Chim Mohua là một loài chim nhỏ ăn côn trùng, chỉ sống ở những khu rừng của Đảo Nam và đảo Stewart. Chim này có một vệt màu vàng sáng rất đẹp ở đầu và ngực, trong khi phần còn lại màu nâu điểm những vệt mờ màu vàng và màu ô-liu. Trước đây loài Mohua sống ở những khu rừng gỗ cứng.
Ngày nay người ta chỉ có thể tìm thấy chúng ở những khu rừng sồi với đất đai màu mỡ, nơi chúng có tìm được nhiều thức ăn. Khi những người Âu đến đây lần đầu, loài chim này vẫn còn có rất nhiều. Nhưng rồi việc phá rừng và du nhập những loài thú ăn thịt như chuột, chồn và thú có túi ô-pết đã có tác dụng tàn phá đối với sự tồn tại của chim Mohua.